# Citizen Cup 1988
Citizen Cup 1988 — жіночий тенісний турнір, що проходив на відкритих кортах з ґрунтовим покриттям Am Rothenbaum у Гамбургу (Західна Німеччина). Належав до турнірів 3-ї категорії в рамках Туру WTA 1988. Тривав з 25 до 31 липня 1988 року. Перша сіяна Штеффі Граф здобула титул в одиночному розряді, свій другий підряд на цьому турнірі, й отримала 40 тис. доларів США.

## Фінальна частина

### Одиночний розряд
Штеффі Граф —  Катарина Малеєва 6–4, 6–2
- Для Граф це був 7-й титул в одиночному розряді за сезон і 26-й — за кар'єру.

### Парний розряд
Яна Новотна /  Тіна Шоєр-Ларсен —  Андреа Бецнер /  Юдіт Візнер 6–4, 6–2
- Для Новотної це був 3-й титул за сезон і 6-й — за кар'єру. Для Шоєр-Ларсен це був 2-й титул за сезон і 4-й — за кар'єру.